# Ylimmäinen Nilijärvi
Ylimmäinen Nilijärvi och Alimmainen Nilijärvi, eller Njollosjärvet är sjöar i Finland. De ligger i kommunen Enare i landskapet Lappland, i den norra delen av landet, 1 000 km norr om huvudstaden Helsingfors. Njollosjärvet ligger 207,2 meter över havet. Arean är 43,8 hektar och strandlinjen är 2,96 kilometer lång. Sjön  ingår i Pasvik älvs huvudavrinningsområde.   Ylimmäinen Nilijärvi, liksom Alimmainen Nilijärvi ligger i Tsarmitunturi vildmark.